# Холланд (остров)
Холланд (англ. Holland Island) — разрушающийся болотистый остров в Чесапикском заливе, расположенном в американском штате Мэриленд. Ранее здесь жили лодочники и фермеры, ныне необитаем. Находится между островом Бладсуорт и островом Смита.

## Геология и экология
Остров состоит в основном из глины и ила (в отличие от прочих островов залива, состоящих из скальных грунтов) и появился в результате гляциоизостазии, поднятия участков земли из-за таяния ледников. Долгое время остров Лонг-Айленд, расположенный с наветренной (западной) стороны по отношению к Холланду, играл роль мола, защищая от волнения, но в 1910 году он был размыт, что послужило началом постепенного разрушения острова Холланд. Впоследствии, в течение 70 лет, начиная с первых десятилетий XX века, уровень воды возрос на 20 сантиметров, вызвав обильную эрозию почв. В 2005 году площадь острова по сравнению с 1915 годом уменьшилась вдвое (с 0,65 до 0,32 км²).

## История
Остров был заселён в 1600-е годы. Названием он обязан одному из первых колонистов, Дэниелу Холланду купившему остров у шерифа округа Дорчестер. К 1850 году сформировалось первое сообщество рыболовов и фермеров, в 1910 население острова составляло около 360 человек, что делало Холланд одним из самых населённых островов в заливе. Здесь стояло 70 домов, магазины, отделение почты, небольшая школа с двумя помещениями и двумя учителями, церковь, общинный дом. На острове имелась собственная бейсбольная команда и жил доктор. Основной доход островитян — сбор устриц, ловля сельди и крабов. Жителям Холланда принадлежали 10 шхун, 36 парусных судов (местной разновидности bugeye (англ.)) и 41 рыболовное судно (местной разновидности skipjack (англ.)), некоторые из них построили прямо на острове. Кроме того, у острова был собственный маяк Holland Island Bar Light, возведённый в 1889 году. В 1960 году он был разобран и заменён автоматическим.
Ветер и приливы начали разрушать густонаселённый западный берег острова в 1914 году. Большинство жителей покинули остров, многие из них разобрали свои жилища и забрали их с собой. Основное направление миграции — город Крисфилд. Попытки защитить остров каменными стенами не увенчались успехом, и последняя семья переехала с острова в 1918 году, когда тропический шторм повредил местную церковь. Несколько бывших обитателей приезжали на остров на время сезона рыбной ловли вплоть до 1922 года, пока церковь не переместили в Фэйрмаунт (Fairmount).
Священник Стивен Уайт продолжал заботиться об острове ещё много лет. Он основал Фонд сохранения острова Холланд. В середине 2010 года Уайт продал остров Фонду Конкорд, а в октябре 2010 года рухнул последний стоявший на острове дом 1888 года постройки.
Почвенный покров на острове болотистый, а в высокий прилив Холланд полностью покрывает вода. Здесь проживает множество птиц, включая цаплевых, американского бурого пеликана, певчих воробьиных и крачковых. В 1995 году здесь насчитали 609 гнездящихся пар цаплевых. Ураган Изабель, достигший Мэриленда в сентябре 2003 года, уничтожил 60 % деревьев, на которых располагались гнёзда.